# Dragoner-Regiment „Prinz Albrecht von Preußen“ (Litthauisches) Nr. 1

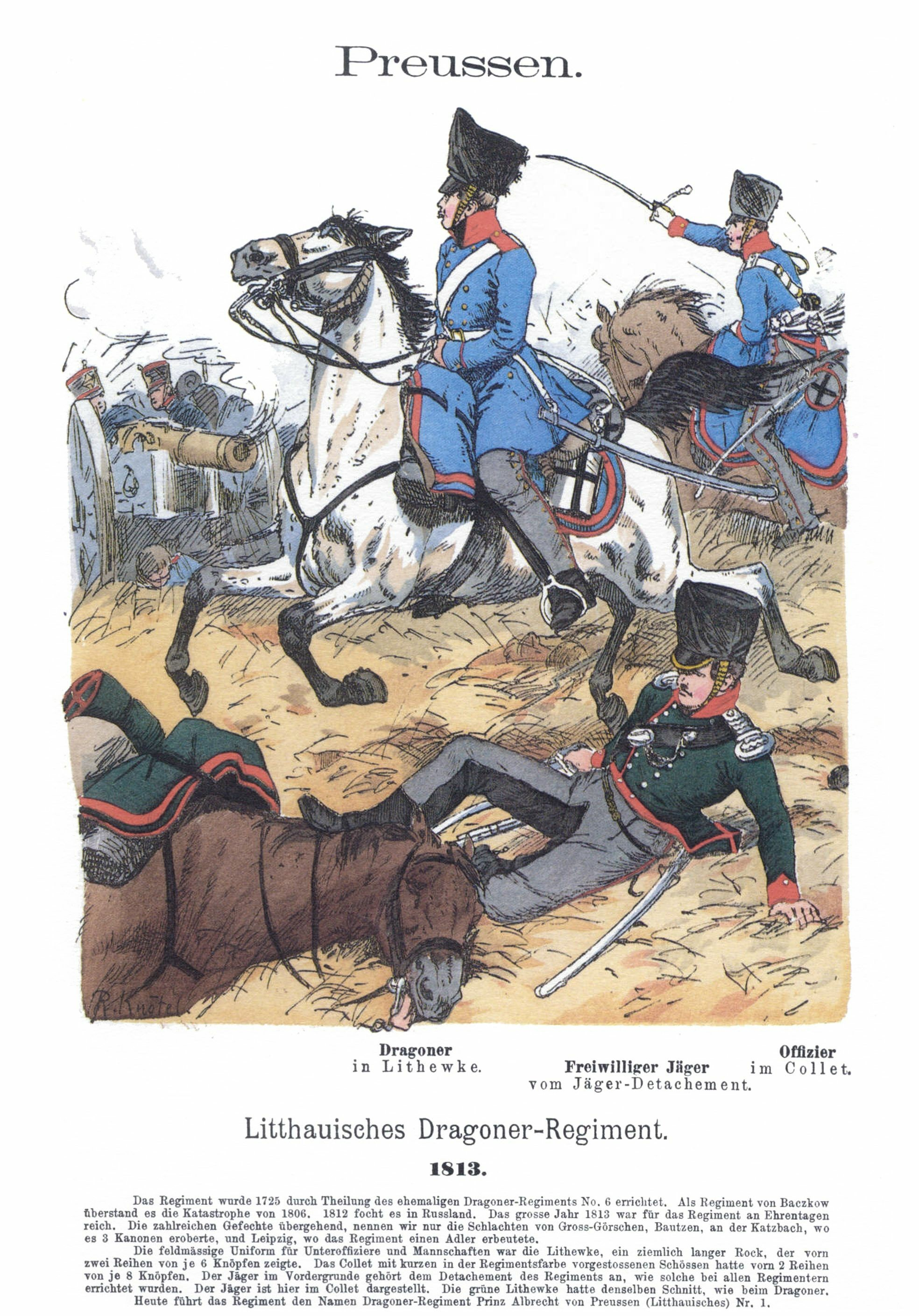
Reiter des Dragoner-Regiments Nr. 1

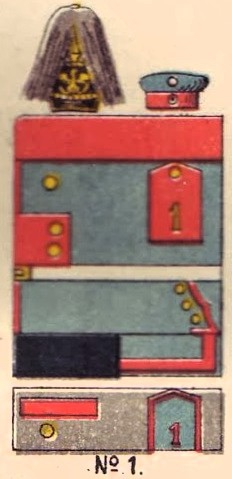
Farbschema der Uniform, Dragoner-Regiment Nr. 1, aus Die Uniformen der deutschen Armee, Ruhl, Tafel 11

Das Dragoner-Regiment „Prinz Albrecht von Preußen“ (Litthauisches) Nr. 1 war ein Dragonerverband der Preußischen Armee, der von 1717 bis 1919 bestand und zu den ältesten Kavallerieregimentern der Preußischen Armee zählte.

## Geschichte
Am 19. April 1717 übertrug König Friedrich Wilhelm I. dem Generalmajor Heinrich Jordan von Wuthenau die Errichtung eines Regiments Dragoner aus 780 sächsischen Reitern und Dragonern verschiedener Regimenter, welche August II. von Polen dem König überlassen hatte. Die Offiziere gab der König aus dem preußischen Heer. Im Mai formierte Wuthenau das Regiment zu acht Kompanien. Als Uniform trug es weiße Röcke mit hellblauen Abzeichen. Nach diesen Farben wurden die Dragoner scherzweise „Porzellan-Regiment“ genannt. Im Dezember erfolgte der Marsch in die ostpreußischen Garnisonen Insterburg (Stab), Tilsit, Ragnit, Goldap, Stallupönen und Pillkallen. 1718 wurde das Regiment erstmals zur Übung bei Insterburg vereinigt und im August auf zehn Kompanien vermehrt. Die 1725 auf 110 Reiter vermehrten Kompanien erhielten die Bezeichnung Eskadronen. Nach dem Tode des Generals von Wuthenau 1727 teilte man das Regiment in die Regimenter „von Cosel“ und „von Dockum“. Ersteres erhielt die alten Garnisonen außer Tilsit und die Uniformen. Letzteres wurde mit allen fünf Eskadronen nach Tilsit verlegt und erhielt rote Abzeichen, im folgenden Jahr silberne Pauken und später die Nr. 7.
Von 1734 bis 1746 wurde das Regiment häufig verlegt, u. a. nach Berlin, Magdeburg, Potsdam und Tilsit. Dort wurde es ab 1746 dauerhaft als Garnison stationiert. Der Friede von Tilsit beendete das Verhältnis der Chefs zu ihren Regimentern. Gemäß einer Kabinettsorder vom 7. September 1808 verlor der Verband im Zuge der Reorganisation des preußischen Heeres den Namen seines Regimentschefs und erhielt zunächst die Bezeichnung Ostpreußisches Dragoner-Regiment, die sich am 14. September 1808 abermals in Dragoner-Regiment Nr. 3. Litthauisches Dragoner-Regiment änderte. Der Verband nahm zunächst in Tilsit und Insterburg Quartier. Die Hälfte des Regiments (zwei Eskadron) nahm 1812 im Mobilen 1. Dragoner-Regiment im preußischen Hilfskorps unter General Yorck an Napoleons Feldzug gegen Russland und 1813/14 an den Feldzügen gegen Frankreich teil.
Um 1815/16 wurden die Soldaten an verschiedene Orte verlegt (u. a. Berlin, Demmin und Tilsit). Zwischen 1860 und 1866 wurden Teile des Regiments immer wieder in verschiedenen Orten Ostpreußens stationiert (Insterburg und Ragnit). 1879 wurde das Regiment endgültig in Tilsit zusammengefasst.
Das Regiment rekrutierte sich aus Freiwilligen des äußersten Nordostens von Ostpreußen und stand im Ruf, die besten Pferde und Reiter zu haben.
Anlässlich der Krönung von König Wilhelm I. wurde der Verband nach dessen jüngstem Bruder, dem Generaloberst Prinz Albrecht von Preußen (1809–1872), benannt und erhielt am 18. Oktober 1861 die Bezeichnung Litthauisches Dragoner-Regiment Nr. 1 (Prinz Albrecht von Preußen). Letztmals änderte sich die Benennung am 15. Oktober 1872 in Dragoner-Regiment „Prinz Albrecht von Preußen“ (Litthauisches) Nr. 1.

### Erster Schlesischer Krieg 1740/42
Während des Ersten Schlesischen Krieges kämpften die Dragoner 1742 in der Schlacht bei Chotusitz das k.k. Kürassierregiment „von Birkenfeld“ nieder. Dabei ging die Leibstandarte verloren, als Grenadiere dem schwer verwundeten Junker von Roop im Kampf das Banner entrissen. Das Regiment verlor vier Offiziere und 152 Mann, sechs Offiziere und 71 Mann wurden verwundet, drei Offiziere und 280 Mann gerieten in Gefangenschaft.

### Zweiter Schlesischer Krieg 1744/45
Im Zweiten Schlesischen Krieg verlor der Adjutant Leutnant von Blankenburg 1745 im Gefecht bei Niederzehren die bereits in Sicherheit gewesenen Pauken und Leibstandarte. Bei Kesselsdorf attackierte das Regiment die Karabiniers-Garde und die Grenadiers „la cheval“. Es ritt die sächsische Garde zu Fuß und das Regiment „Niesemeuschel“ nieder. Der Dragoner Stiecklies eroberte die Leibfahne des Regiments „Niesemeuschel“, von der Karabiniers-Garde wurde eine Standarte und ein Paar silberne Pauken erobert.

### Siebenjähriger Krieg 1756/63
Im Siebenjährigen Krieg ritt das Regiment in der Schlacht bei Groß-Jägersdorf das ungarische, serbische Husarenregiment und das Tschujugeffsche Kosakenregiment über den Haufen und verjagt sie vom Schlachtfeld bis hinter den Rücken der russischen Infanterie. Zusammen mit der Leib-Eskadron nahm es eine Batterie mit zehn schweren Geschützen und hieb ein Grenadierbataillon nieder. Drei Eskadronen attackieren mit dem Dragonerregiment „von Platen“ die Infanterieregimenter „von Wologdas“ und „Susdal“ und machten einen großen Teil nieder (Verlust: 136 Mann). Mitte September/Anfang Oktober 1757 kämpften die Dragoner bei Setzlaken und Tilsit. Sie marschierten dann nach Pommern, nahmen am 5. August 1758 am Gefecht bei Sternberg sowie vom 9. bis zum 14. August 1757 am Vorstoß auf Zielenzig teil. In der Schlacht bei Zorndorf warfen die Dragoner mehrere russische Regimenter, welche die geschlagene Vorhut verfolgten. Fünf Kanonen wurden erobert und die Vorhut sammelte sich danach (Verluste: vier Offiziere, 59, Mann und 115 Pferde).
23. September 1758 Gefecht bei Zehdenick; 25. September 1758 Gefecht bei Linum, das schwedische Leib-Kürassier-Regiment verlor drei Offizier und 300 Mann an Gefangenen, bei einem Angriff auf ein schwedisches Bataillon verlor das Regiment zwei Offiziere und 104 Mann. 28. September 1758 Gefecht bei Fehrbellin, 15. Oktober 1758 Gefecht bei Boitzenburg, 15. November 1758 Gefecht bei Eilenburg, es eroberte mit dem Husarenregiment „Malachowsky“ zwei Kanonen und zwei Munitionswagen, erneuter Marsch nach Polen. 1. Januar 1859 Sturm auf Damgarten, Eroberung von Anklam; 27. August 1759 Gefecht bei Zahna; 29. August 1759 Gefecht bei Torgau; 4. September 1759 Gefecht bei Großenhayn, das k.k Palantinal-Husarenregiment wird geworfen (Verlust: 368 Mann, 500 Pferde); 5. September 1759 Gefecht bei Dresden; 8. September 1859 Gefecht bei Torgau, es werden acht Kanonen und 16 Munitionswagen erobert, 26 Offiziere und 850 wurden gefangen (Verluste: vier Offiziere, 186 Mann); 16. September Gefecht bei Triebsche, bei Korbitz wurde das Kürassierregiment „Serbelloni“ bei Stroischen in einem Hohlweg geworfen, zehn Offiziere und 64 Mann gingen in Gefangenschaft (Verluste: acht Offiziere, 180 Mann, 68 Pferde); 7. November 1759 Gefecht bei Niederzehren; 9. November Gefecht bei Meißen; 23. November 1759 Gefecht bei Unsewitz:
1760 Kämpfe in Pommern, bei Kavelpaß, Lübbersdorf, Jogow, Taschenberg, Prenzlau, Röppersdorf, Schiedeberg und bei Berlin (Verluste: zwei Offiziere, 80 Mann); Belzig, Leipzig, 19. Oktober 1760 Taschenberg, Gefecht bei Tessin (Zarnewanz). Eine Eskadron sprengte die schwedische Kavallerie und eroberte eine Kanone.
1761 Feldzug in Pommern, (12. bis 18. Juni 1761) Gefechte bei Belgard, 19. August Gefecht bei Körlin, 4. September Gefecht am Gröpfack-Krug, 6. September Gefecht bei Garrin, das russische Dragonerregiment „Archangelgorod“ wird niedergehauen, drei Standarten erobert; 12. September Gefecht bei Treptow, der Dragoner Kleibitz nahm den Oberst Graf Wittgenstein gefangen; Gefecht bei Körlin, zwei Einhörner (eine Art lange, glatte Haubitze) erobert, 2. Oktober Gefecht bei Spie, 10. Oktober Gefecht bei Gerwin, 16. Oktober Gefecht bei Triglaff, 20. Oktober Gefecht bei Schwanteshagen, 20. Oktober Kantecker Wald, 22. Oktober Kanonade von Gollnow, 3. November Gefecht bei Paßkrug, 15. November Gefecht bei Greiffenberg, 12. Dezember Sturm auf Spie, Gefecht bei Klempin (Verluste: ein Offizier, 136 Mann, 154 Pferde).
1762 Gefecht bei Malchin, 4. bis 10. Januar (Mecklenburg), Gefecht bei Döbeln, das Regiment stürmt die vom Grenadierbataillon „von Bähr“ verlorene Schanze bei Klingenberg und macht dabei 500 Gefangene, 15. Oktober Gefechte bei Ruppersdorf, Tuttendorf und Konradsdorf, 16. Oktober Klein-Waltersdorf, Schlacht bei Freiberg, das Regiment wirft das Kürassierregiment „Bayreuth“, das Regiment „von Salm“ wird zerstreut und acht Kanonen erobert, zwei Eskadron zersprengen die Regimenter Nr. 51 und Nr. 33, es machten 17 Offiziere und 700 Mann an Gefangenen (Verluste: ein Offizier, 66 Mann, 72 Pferde).

### Bayrischer Erbfolgekrieg 1778/79
Während des Bayerischen Erbfolgekrieges nahm das Regiment am 28. Juli 1778 am Gefecht bei Braunsdorf und am 11. August 1778 am Überfall bei Eckertsdorf gegen die Österreicher teil. Die eigenen Verluste beliefen sich auf zwei Offiziere, 151 Mann, 157 Pferde.

### Vierter Koalitionskrieg
Bei Schulitz gelang es dem Leutnant von Sydow 1806 sich mit 50 Mann sowie dem Leutnant Heinrich Erdmann Gottlieb von Massow (Dragoner-Regiment Nr. 13) durch 500 Husaren durch zuschlagen, 6. Dezember 1806 Gefechte bei Thorn, Biezun, Soldau; 1807 Gefecht bei Schippenbeil, Schlacht bei Preußisch Eylau Leutnant von Turau rettete ein Geschütz; Gefecht bei Spanden, Gefecht bei Dietrichsdorf, Schlacht bei Heilsberg Das Regiment steht den französischen Gensd'armes d'elite entgegen.

### Feldzug in Kurland
1812 Eckau, 22. August 1812 Dahlenkirchen, der Leutnant Kyckbusch wirft sich mit fünf Dragonern auf die russischen Tirailleurs und machte 45 Gefangene, Tomoszna, Bauske, Gräfenthal, Dahlenkirchen, bei Piktupönen sprengt es zwei Karrees, eine Kanone wird erobert, am 28. Dezember 1812 Gefecht bei Ragnit.

### Befreiungskriege1813/15

#### 1813
Gemeinsam mit den Königin-Dragonern und den Grodno-Husaren konnten im Gefecht bei Dannigkow unter geringen eigenen Verlusten (drei Offiziere, zehn Mann, 19 Pferde) rund 1200 Mann französische Kavallerie niedergeritten werden. Am 7. April kam das Regiment zum Korps York, kämpfte bei Merseburg, Großgörschen, Kolditz, Königswartha-Weißig, Waldau, (Verlust bis zum Waffenstillstand von Pläswitz, 610 Mann, 49 Gefallen, 258 starben an den Strapazen), Gröditzberg, Löwenberg. In der Schlacht an der Katzbach nahmen die 1., 2. und die Jäger-Eskadron der französischen Reserveartillerie dreißig Geschütze ab. Bei einem Angriff auf ein Karree konnten zudem vier Geschütze erobert werden. Die eigenen Verluste betrugen drei Offiziere, 89 Mann, 108 Pferde. Am 3. Oktober kämpften die Dragoner bei Wartenburg und am 16. Oktober zerschlug das Regiment bei Möckern ein Karree des 1. Garde-Marinier-Regiment und erobert dessen Adler (Verluste: ein Offizier, 17 Mann, 28 Pferde).

#### 1814
Am 11. Januar 1814 kämpfte das Regiment bei Saint-Avold. Die 1. Eskadron kam am 19. Januar bei Manheules zum Einsatz. Danach nahm der Verband an den Kämpfen bei La Chaussee, Chalons und Montmirail teil. Bei Chateau-Thierry kam es zum Kampf mit der französischen Gardekavallerie (Verluste: ein Offizier, 35 Mann, 28 Pferde). In der Schlacht bei Laon erreicht das Regiment den Artilleriepark und erobert neun Geschütze sowie eine Kriegskasse. Nach Kämpfen bei Sézanne nahm das Regiment am 30. März an der Schlacht bei Paris teil.

#### 1815
Das Regiment war Teil der Reservekavallerie der 5. Brigade unter Gustav Kalixt von Biron. Es macht sich noch auf den Marsch nach Frankreich, ohne an Kampfhandlungen teilzunehmen. Im Laufe des Jahres nahm es noch an der Reichsexekution gegen Lippe teil. Insgesamt hatte das Regiment Verluste von sieben Offizieren, 22 Unteroffizieren, 247 Mann und 325 Pferde zu beklagen.

### Deutscher Krieg 1866
Während des Deutschen Krieges war das Regiment bei der 1. Division und bildete später bei der kombinierten Kavalleriebrigade die Vorhut des I. Armeekorps. In der Schlacht bei Trautenau kämpfte die 3. und 5. sowie drei Züge der 1. Eskadron gegen das österreichische Dragonerregiment „Windischgrätz“ und hatte dabei Verluste von vier Offizieren, 73 Mann und 67 Pferden zu beklagen. Das Regiment nahm außerdem an den Schlachten bei Königgrätz und Tobitschau teil. Insgesamt verlor es während des Krieges fünf Offiziere, 126 Mann und 219 Pferde.

### Deutsch-Französischer Krieg 1870/71
Zu Beginn des Krieges gegen Frankreich kamen die 1. und 4. Eskadron am 13. August 1870 bei Flanville ins Gefecht. Am 14. August nahm das Regiment an der Schlacht bei Colombey teil und anschließend wurde es bis zum 27. Oktober 1870 bei der Einschließung und Belagerung von Metz eingesetzt. Während dieser Zeit kämpfte der Verband am 31. August/1. September auch in der Schlacht von Noisseville. Nach der Kapitulation von Metz kam das Regiment vom 14. bis zum 22. November 1870 bei der Einschließung von Mézières zum Einsatz. Die 3. und 4. Eskadron kämpfte am 27. November bei Amiens. Bei Rougemontier gelang es der 1. Eskadron am 4. Januar 1871 zwei französische Batterien sowie einen vollbespannten Munitionswagen zu erobern.

### Erster Weltkrieg 1914/18
Mit Ausbruch des Ersten Weltkriegs machte das Regiment als Teil der 1. Kavallerie-Division mobil und kam an der Ostfront zum Einsatz.

### Verbleib
Nach Beendigung des Ersten Weltkriegs wurde das Regiment demobilisiert und bis Juni 1919 aufgelöst.
Die Tradition übernahm in der Reichswehr die 1. Eskadron des 1. (Preußisches) Reiter-Regiments in Tilsit. In der Wehrmacht führte der Regimentsstab und die I. Eskadron des Reiter-Regiments 1 in Insterburg die Tradition fort.

## Regimentschefs
Chef des 1861 nach ihm benannten Regiments war von 1831 bis zu seinem Tod 1872 Prinz Albrecht von Preußen der Ältere. 1895 folgte ihm sein Sohn Generalfeldmarschall Prinz Albrecht von Preußen der Jüngere, der 1906 starb.

## Regimentskommandeure
| Dienstgrad                               | Name                                   | Datum                                                          |
| ---------------------------------------- | -------------------------------------- | -------------------------------------------------------------- |
| Oberst                                   | Anton Ludolph von Krosigk              | 19. April 1717                                                 |
| Oberst                                   | Franz Christoph von Friesenhausen      | 31. März 1721                                                  |
| Oberstleutnant                           | Wilhelm von Rappe                      | 15. Juni 1727                                                  |
| Oberst                                   | Friedrich von Stosch                   | 03. Mai 1737                                                   |
| Oberstleutnant                           | Friedrich von Truchseß                 | 01. November 1744                                              |
| Oberstleutnant                           | Joachim Wilhelm von Ahlimb             | 19. Januar 1746                                                |
| Major                                    | Johann Heinrich Friedrich von Spaen    | 17. April 1754 bis 18. Februar 1759                            |
| Major                                    | Carl Sigismund von Pogrell             | 1759 (mit der Führung beauftragt)                              |
| Major                                    | Heinrich Ernst von Loßberg             | bis September 1760 (mit der Führung beauftragt)                |
| Oberst                                   | Joachim Anton von Massow               | 23. September 1760 bis 29. November 1762                       |
| Major                                    | Karl von Eberstein                     | 29. November 1762 bis 27. Oktober 1778                         |
| Major/Oberstleutnant/Oberst/Generalmajor | Sylvius von Frankenberg und Proschlitz | 06. November 1778 bis 26. September 1790                       |
| Oberst/Generalmajor                      | Joseph Albrecht von Biberstein         | 26. September 1790 bis 27. November 1793                       |
| Major/Oberstleutnant/Oberst              | Franz von Quoos                        | 27. November 1793 bis 25. September 1798                       |
| Oberstleutnant/Oberst                    | Joseph Theodor Sigismund von Baczko    | 25. September 1798                                             |
| Oberst                                   | Helmuth Dietrich von Maltzahn          | 18. November 1806                                              |
| Major                                    | Gottlieb Wilhelm Christian von Platen  | 01. Februar 1813 (mit der Führung beauftragt)                  |
| Oberstleutnant/Oberst                    | Theodor von Below                      | 1813                                                           |
| Oberstleutnant                           | Rudolph Hiller von Gaertringen         | 1815                                                           |
|                                          | vakant                                 | 1827                                                           |
| Oberstleutnant                           | Wilhelm von Tietzen und Hennig         | 1828                                                           |
| Major                                    | Karl von Broesigke                     | 30. März 1836 bis 13. Januar 1837 (mit der Führung beauftragt) |
| Major                                    | Karl von Broesigke                     | 14. Januar 1837 bis 29. März 1839                              |
| Major                                    | Heinrich Gregorovius                   | 30. März 1839 (mit der Führung beauftragt)                     |
| Major/Oberstleutnant/Oberst              | Hans von Auerswald                     | 23. März 1841                                                  |
| Major                                    | Karl von Dunker                        | 27. März 1847 bis 8. März 1848 (mit der Führung beauftragt)    |
| Major/Oberstleutnant/Oberst              | Otto von Trotta genannt Treyden        | 09. März 1848 bis 7. August 1854                               |
| Major/Oberstleutnant                     | Eduard Kehler                          | 05. Oktober 1854 bis 13. März 1857                             |
| Major/Oberstleutnant/Oberst              | Richard von Kalckreuth                 | 14. Mai 1857 bis 15. September 1862                            |
| Major/Oberstleutnant/Oberst              | Otto von Bernhardi                     | 16. September 1862 bis 21. März 1868                           |
| Oberstleutnant/Oberst                    | Ferdinand von Massow                   | 22. März 1868 bis 1. Dezember 1871                             |
| Oberstleutnant/Oberst                    | August von Egloffstein                 | 17. Dezember 1871 bis 15. Oktober 1873                         |
| Oberstleutnant/Oberst                    | Otto von Holtzendorff                  | 16. Oktober 1873 bis 4. August 1875                            |
| Major/Oberstleutnant/Oberst              | Richard Manché                         | 05. August 1875 bis 4. Juli 1883                               |
| Oberstleutnant/Oberst                    | Albert von Kemnitz                     | 05. Juli 1883 bis 16. Januar 1888                              |
| Oberstleutnant/Oberst                    | Hans von Meyer                         | 17. Januar 1888 bis 27. Juli 1892                              |
| Oberstleutnant/Oberst                    | Gustav Kühls                           | 28. Juli 1892 bis 13. Mai 1894                                 |
| Major                                    | Hans von Gersdorff                     | 14. Mai bis 15. Juni 1894 (mit der Führung beauftragt)         |
| Major/Oberstleutnant/Oberst              | Hans von Gersdorff                     | 16. Juni 1894 bis 17. August 1898                              |
| Oberstleutnant/Oberst                    | Kuno von Ruppert                       | 18. August 1898 bis 21. April 1901                             |
| Oberstleutnant/Oberst                    | Julius von Platen                      | 22. April 1901 bis 9. September 1908                           |
| Oberstleutnant/Oberst                    | Wedig von Glasenapp                    | 10. September 1908 bis 3. April 1913                           |
| Oberstleutnant                           | Georg von Eicke und Pollwitz           | 04. April bis 11. Dezember 1913                                |
| Oberstleutnant/Oberst                    | Karl von Kanitz                        | 12. Dezember 1913 bis 21. März 1918                            |
| Oberstleutnant                           | Hermann Osterroht                      | 22. März 1918 bis Juni 1919                                    |

## Dragonerkaserne Tilsit
Казармы в советске.jpg

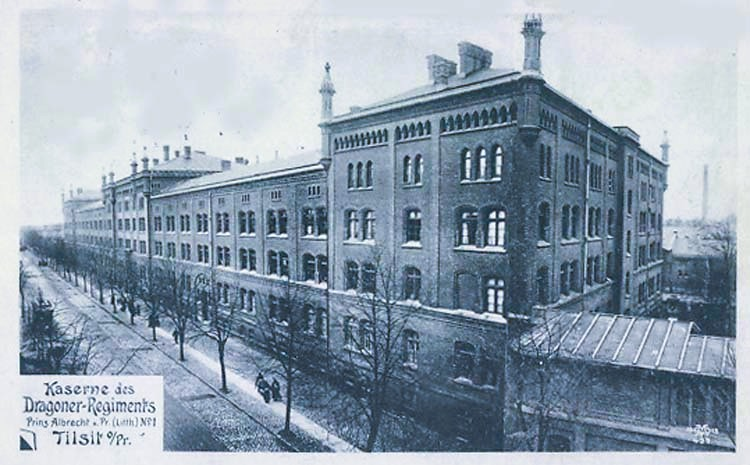
Dragonerkaserne in Tilsit (1910)

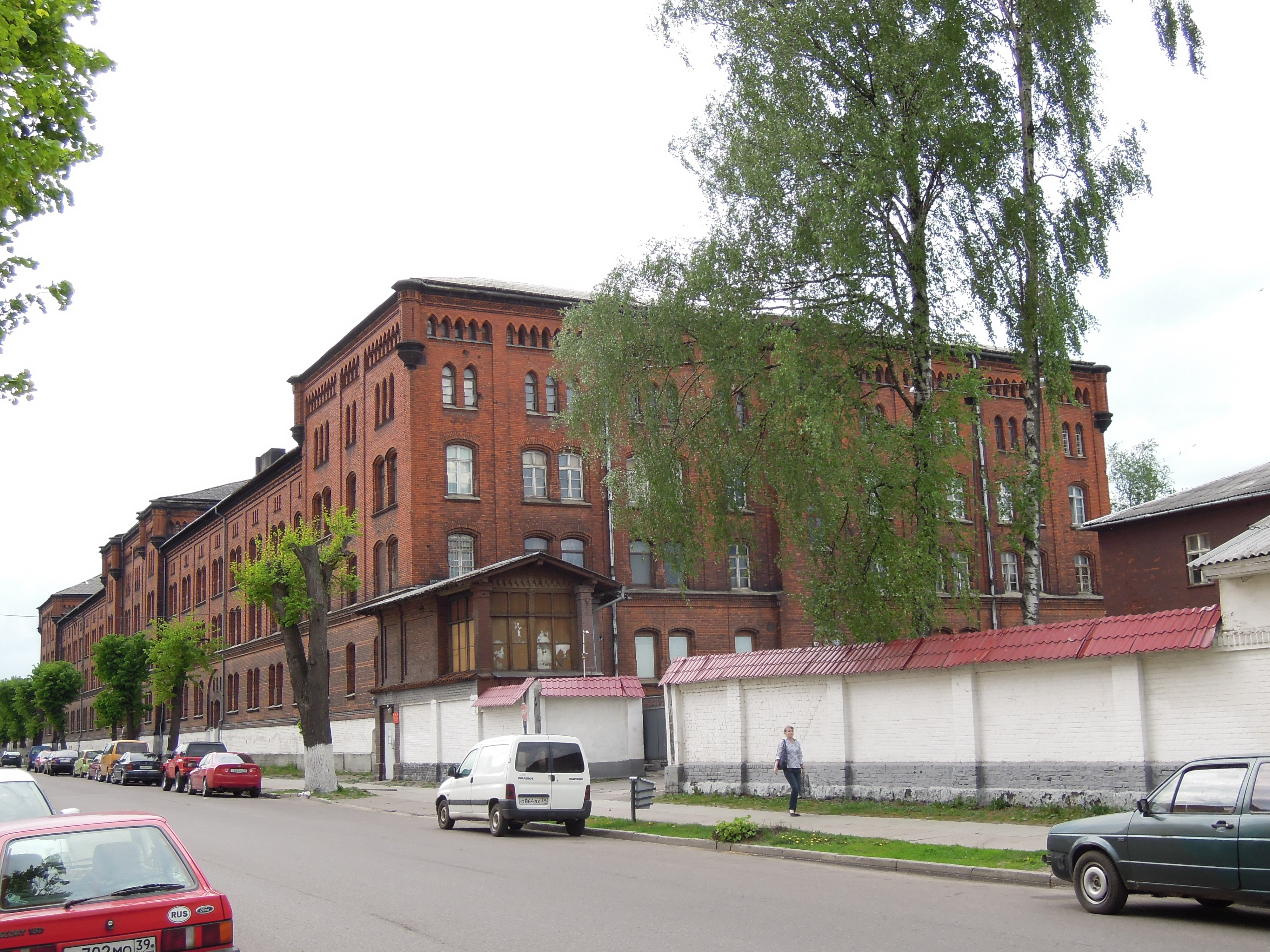
Dragonerkaserne in Tilsit (2012)

In den 1930er Jahren beherbergte die mächtige Kaserne bespannte Artillerie der 1. Infanterie-Division und nach 1945 ein sowjetisches Motorisiertes Schützenregiment der 40. Garde-Panzerdivision.
Als im Herbst 2009 mit der Renovierung eines der nun leerstehenden Kasernengebäude begonnen wurde, kamen mannshohe Reliefs und goldene Buchstaben zum Vorschein, die an die zahlreichen Schlachten und Gefechte des Regiments seit 1717 erinnerten. Die Stadt, das russische Verteidigungsministerium, örtliche Unternehmer und die russische Gesellschaft „Tilsit“ wollen die 36 Gedenktafeln mit heraldischen Verzierungen, Eisernen Kreuzen und Preußenadlern restaurieren und eine museale „Ruhmeshalle“ einrichten.